# Réseau de télévision des peuples autochtones
Pour les articles homonymes, voir APTN.
 (avril 2010).
Si vous disposez d'ouvrages ou d'articles de référence ou si vous connaissez des sites web de qualité traitant du thème abordé ici, merci de compléter l'article en donnant les références utiles à sa vérifiabilité et en les liant à la section « Notes et références ».
Le Réseau de télévision des peuples autochtones, ou Aboriginal Peoples Television Network en anglais, plus connu sous son sigle APTN ou RTPA en français, est une chaîne de télévision canadienne. Elle est le premier réseau national de télévision autochtone au monde. Conçues par les Autochtones, pour les Autochtones et au sujet de ces derniers, ses émissions sont destinées à tous les Canadiens et aux téléspectateurs du monde entier. 
L’entrée en ondes de RTPA, le 1er septembre 1999, a constitué une étape importante pour le Canada autochtone. En effet, pour la première fois de l’histoire de la télédiffusion, les Premières Nations, les Inuits et les Métis ont pu faire connaître leurs histoires à tout le Canada grâce à un réseau national de télévision à contenu autochtone. Composée de documentaires, de revues d’actualité, d’émissions dramatiques, éducatives et de cuisine, d’émissions spéciales de variétés et de séries pour enfants, la programmation de RTPA donne à tous les Canadiens l’occasion de découvrir le monde diversifié des peuples autochtones du Canada et du monde entier. 
RTPA est établie à Winnipeg, dans la province du Manitoba. Les émissions de RTPA, dont 84 % du contenu est canadien, sont diffusées à 56 % en anglais, 16 % en français et 28 % dans diverses langues autochtones.

## Historique
En 1978, le gouvernement fédéral commence à faire des expériences avec le satellite Anik B afin de tester les satellites de communication, par exemple, pour la télédiffusion, les communications communautaires, la formation à distance et la télésanté. Des organisations inuites du Nunavut et du Nord-du-Québec participent à ces projets pilotes pendant de nombreuses années. 
En 1980, le CRTC crée le Comité sur l'extension du service aux petites localités nordiques et éloignées (le Comité Therrien). Celui-ci produit un rapport appuyant l'élaboration d’initiatives de diffusion afin d'aider les Autochtones à préserver leurs langues et à soutenir leur culture. Peu après le dépôt du rapport, le CRTC a octroyé une licence à CANCOM afin qu’elle diffuse une variété d’émissions produites dans le Sud auprès des collectivités nordiques et éloignées, et qu'elle aide les radiodiffuseurs autochtones du Nord à s’établir. 
La radiodiffusion autochtone connaît une percée importante en 1983, lorsque le gouvernement du Canada annonce la Politique sur la radiotélédiffusion dans le Nord et le Programme d'accès des Autochtones du Nord à la radiodiffusion. Des fonds publics sont alloués à treize sociétés de communication autochtones du Nord pour la production d’émissions de radio et de télévision. 
De toute évidence, les collectivités du Nord devaient bénéficier grandement d’un système de radiodiffusion coopératif, mais cet objectif ne pouvait se réaliser pleinement sans l'infrastructure technique nécessaire. En 1985, l'énoncé de la Politique sur la radiotélédiffusion dans le Nord du CRTC a reconnu le besoin de doter le Nord d'un transpondeur exclusif pour la diffusion d'émissions de télévision. Au cours des années suivantes, le gouvernement fédéral et les radiodiffuseurs du Nord s'acquittent du travail préparatoire en vue de créer un réseau de distribution par satellite dans le Nord. 
En 1991, le CRTC accorda une licence à Television Northern Canada (TVNC) et, en moins d'un an, le réseau amorce officiellement ses activités dans le Nord. Le succès et la croissance de TVNC au cours des années 1990 convainquent son conseil d'administration qu'un réseau national de télévision autochtone constituerait un ajout positif et important au monde canadien de la radiodiffusion. En 1997, le mouvement en vue de créer un réseau national de télévision autochtone se mit en branle.
Le rêve de créer un réseau national autochtone
Au cours des deux années qui suivent, le conseil d'administration et le personnel de TVNC mettaient beaucoup d'énergie et d'enthousiasme à la réalisation de leur rêve, qui est de créer un réseau national. Sur une base dorénavant régulière, ils font des présentations auprès d'organisations nationales autochtones et soumettent des propositions au CRTC.
En février 1998, le CRTC affirma, en vertu de l'Avis public 1998-8, que TVNC était « une entreprise unique et importante » et qu'une chaîne nationale autochtone devrait être « offerte partout au Canada afin de répondre aux nombreux besoins des diverses collectivités autochtones ainsi qu'à ceux des autres Canadiens. »
Fort de l'appui du Canada autochtone et de la reconnaissance du public quant à l'importance d'un réseau national autochtone, TVNC demanda au CRTC d'accorder une licence de radiodiffusion au Réseau de télévision des peuples autochtones. Tout au long du processus d'examen et des audiences publiques, TVNC reçoit un appui incroyable de la part du public. En octobre 1998, il compte des centaines de lettres d'appui officielles provenant de toutes les régions du Canada.
Le 22 février 1999 reste l'un des moments les plus mémorables de TVNC. En effet, le CRTC acquiesça à sa demande de licence de radiodiffusion nationale. à peine six mois plus tard, RTPA sera capté dans plus de 9 millions de foyers canadiens au moyen de la télévision par câble, de la diffusion directe et de la technologie sans fil.
Le réseau national de télévision autochtone est devenu réalité et la suite, comme on le dit si bien, est passée à l'histoire.

## Fiche de renseignements
RTPA est un réseau de télévision dont les origines remontent à Television Northern Canada (TVNC). Réseau autochtone, TVNC axait sa programmation sur le Nord et les Autochtones, et il diffusait du Yukon jusqu'au Nord du Labrador depuis 1991.
RTPA est un service de base obligatoire capté dans plus de dix millions de foyers et d'établissements commerciaux au Canada, grâce à la télévision par câble, à la diffusion directe, à la téléphonie et à la technologie sans fil.
RTPA cible aussi bien un auditoire autochtone que non autochtone avec des émissions qui s'adressent à tous : séries animées pour enfants, émissions pour les jeunes, émissions sur la culture, la tradition et la musique, dramatiques, bulletins de nouvelles et d'actualités, reportages spéciaux en direct.
Près de la moitié de la programmation d'RTPA lui est exclusive et n'est diffusée par aucun autre réseau.
Grâce à un contenu qui est à plus de 80 % canadien, RTPA excède régulièrement les exigences en la matière. Le reste de sa programmation se compose d'émissions autochtones provenant du monde entier, dont l'Australie, la Nouvelle-Zélande, l'Amérique du Sud, l'Amérique centrale et les États-Unis.
RTPA compte deux bulletins quotidiens de nouvelles nationales, ainsi qu'une tribune téléphonique hebdomadaire en direct qui offre une couverture équilibrée, juste et provocante des questions nationales. RTPA National News voit au-delà des grands titres et propose de la profondeur et une perspective historique.
« L'histoire aurait été racontée différemment si nos journalistes avaient été là. »
RTPA offre sa programmation depuis son siège social situé au centre-ville de Winnipeg. À l'exception d'RTPA National News, la majorité de ses émissions sont L'œuvre de producteurs autochtones indépendants du Canada et d'ailleurs. En outre, RTPA se procure des émissions auprès d'autres réseaux.
Plus de 70 % des employés d'RTPA sont des Autochtones.
RTPA est en contact avec une communauté électronique vibrante grâce à son site, qui reçoit en moyenne plus de 34 000 visiteurs différents chaque mois. RTPA tire ses revenus de la vente de messages publicitaires, de droits d'adhésion et de partenariats stratégiques. Il peut ainsi conserver son indépendance pour le choix des émissions auxquelles il accorde des licences et qu'il se procure. septembre 2005
Environ 56 % des émissions d'RTPA sont en anglais, 16 % en français et 28 % dans diverses langues autochtones dont l'inuktitut, le cri, l'inuinnaqtun, l'ojibwé, l'inuvialuktun, le mohawk, le chipewyan, le gwich’in, le micmac, le esclave du Nord, l'esclave du Sud, le tlicho, le tlingit et le métchif.

## Dates importantes
Du 12 au 28 février 2010, RTPA est le diffuseur officiel des Jeux olympiques d'hiver de 2010 à Vancouver en langues autochtones, en anglais et en français.
Le 31 octobre 2009, RTPA est cité au nombre des meilleurs employeurs du Manitoba en 2010[réf. nécessaire]. 
Le 1er septembre 2009, RTPA célèbre son dixième anniversaire.
Le 2 mars 2009, RTPA inaugure la nouvelle apparence qu'il s'est donnée à l'écran, en ligne et dans ses bulletins de nouvelles.
Le 13 janvier 2009, RTPA est nommé radiodiffuseur officiel des Jeux olympiques de 2010, en tant que membre du Consortium médiatique canadien de diffusion olympique. Il propose chaque jour dix heures de couverture en direct et en haute définition des Jeux olympiques d'hiver de 2010, à Vancouver, aussi bien en français et en anglais, que dans des langues autochtones.
Le 14 octobre 2008, RTPA est reconnu au nombre des vingt meilleurs employeurs du Manitoba[réf. nécessaire]. Annoncée par le Winnipeg Free Press, cette reconnaissance faisait suite à un sondage annuel réalisé par la firme torontoise Mediacorp Canada Inc. sur les meilleurs employeurs au Canada.
Le 21 juin 2008, pour la Journée nationale des Autochtones en direct, RTPA organise un deuxième concert annuel qui est diffusé à l'échelle nationale depuis les scènes installées à La Fourche, Winnipeg (Manitoba) et à Yellowknife (T.N.-O.).
Le 1er avril 2008, RTPA lance son canal à haute définition sur Bell ExpressVu. RTPA HD propose chaque semaine dix-sept heures de programmation en haute définition réelle.
En novembre 2007, RTPA lance le programme de redistribution dans le Nord, afin de remplacer les vieilles tours de distribution analogue par des antennes satellites et des raccordements par câble, et ainsi amener la programmation à tous les foyers du Nord actuellement raccordés à des installations de transmission terrestres.
Le 17 septembre 2007, RTPA, de concert avec Patrimoine canadien, lance digitaldrum.ca. Ce site web présente les Autochtones et leur culture, leur histoire, leurs dons, leur esprit innovateur, leur créativité et leurs langues, au moyen de segments vidéo, soit la collection de vignettes d'RTPA, et de segments audio et vidéo, de textes et d'images provenant des utilisateurs.
Le 21 juin 2007, RTPA installe deux écrans géants à cristaux liquides à l'extérieur de son siège social, à Winnipeg. RTPA anime un concert présenté dans le parc pour donner le coup d'envoi à la Journée nationale des Autochtones en direct, qu'il diffuse à la grandeur du pays depuis son siège social à Winnipeg.
En avril 2007, un cadreur d'RTPA remporte un prix national de cinématographie[réf. nécessaire].
En octobre 2007, l'émission presserebelle.com, de RTPA, reçoit un prix Gemini[réf. nécessaire]. L'Émission Wapos Bay d'RTPA remporte le prix Canada[réf. nécessaire].
Le 2 octobre 2007, RTPA inaugure un troisième signal de télécommunication, RTPA Ouest.
En Septembre 2007, RTPA ouvre un bureau de nouvelles à Iqaluit, au Nunavut.
En août 2007, RTPA ouvre un bureau de nouvelles à Edmonton. Trois émissions de RTPA sont en nomination pour des prix Gemini.
En mai 2007, RTPA ouvre un bureau de nouvelles à Vancouver.
En mars 2007, la directrice intérimaire du marketing chez RTPA reçoit une bourse de mentorat de l'Association des femmes en communications.
En octobre 2005, douze émissions de RTPA sont en lice pour des prix Gemini. RTPA figure au nombre des finalistes de trois prix décernés par l'Association canadienne des radiodiffuseurs.
En septembre 2005 RTPA dévoile son nouveau site web interactif amélioré, qui attire 34 000 visiteurs différents chaque mois.
Le 31 août 2005, le CRTC renouvelle pour sept ans la licence de radiodiffusion de RTPA.
En mai 2005, l'émission de RTPA The Creative Native remporte le prix Leo pour la meilleure émission d'information.
En avril 2005 NOMINATION La présentatrice de RTPA National News est en nomination pour le prix Femme de distinction du YMCA-YWCA. PRIX DÉCERNÉS L'Association canadienne des directeurs de l'information en radio-télévision place RTPA parmi les finalistes pour le prix du meilleur site web.
En février 2005, l'Association des femmes en communications remet à RTPA le prix de l'employeur de l'année. La directrice du studio de RTPA National News est décorée de l'Ordre du Canada.
En novembre 2004, cinq émissions d'RTPA sont en nomination aux prix Gemini.
En octobre 2004, RTPA est en nomination pour un prix de l'Association canadienne des radiodiffuseurs. La directrice du studio de RTPA National News remporte un Manitoba Aboriginal Youth Achievement Award.
En septembre 2004, RTPA ouvre un bureau de nouvelles à Saskatoon, Saskatchewan.
Le 1er septembre 2004, RTPA célèbre son cinquième anniversaire. RTPA reçoit trois prix de la Native American Journalists Association.
12 juillet 2004- Le CRTC rend sa décision no2002-46 et rejette un alignement imposé des canaux.
Juin 2004- RTPA National News est l'hôte de deux débats historiques entre des représentants de tous les partis. Une composante interactive est ajoutée à la section des nouvelles du site web, pour la couverture des élections fédérales. Le Canadian Ethnic Journalists and Writers Club décerne deux prix à RTPA.
Avril 2004- RTPA remporte un prix Signature de la Advertising Association of Winnipeg.
Mars 2004- RTPA et Rogers OMNI Television concluent une alliance culturelle.
Octobre 2003- RTPA National News suit l'élection du président national du Ralliement national des Métis. RTPA National News couvre les élections d'Inuit Tapiriit Kanatami (organisme national inuit).
Septembre 2003- RTPA ouvre un bureau de nouvelles à Montréal (Québec).
Juillet 2003- RTPA National News couvre en direct l'élection du Chef national de l'Assemblée des Premiè res Nations, et il fournit du contenu à ce sujet à de nombreux diffuseurs nationaux.
6 janvier 2003- RTPA ouvre un bureau de nouvelles à Yellowknife (T.N.-O.).
4 novembre 2002- Le conseil d'administration d'RTPA annonce la nomination d'un nouveau directeur général, Jean LaRose, un des membres du comité consultatif à l'origine de la création d'RTPA.
28 octobre 2002- RTPA lance un bulletin de nouvelles quotidien, RTPA National News, qui est livré par la premiè re équipe de journalistes autochtones de la télévision au Canada et dans le monde entier. RTPA commence à diffuser 24 heures par jour et amorce une 3e saison ponctuée de 14 nouvelles émissions.
16 octobre 2002- RTPA formule des commentaires en réaction à l'Avis public no2002-49, par lequel le CRTC sollicite des observations sur l'attribution de canaux aux services dont la distribution a été autorisée conformément à l'alinéa 9(1)h) de la Loi sur la radiodiffusion.
Du 28 juillet au 4 août 2002- RTPA fait office de diffuseur-hôte des Jeux autochtones de l'Amérique du Nord 2002. Pendant 2,5 heures et à l'aide de 13 caméras mobiles, RTPA diffuse en exclusivité et en direct la cérémonie d'ouverture. Puis, tous les jours, il transmet en direct une émission d'une heure sur le plus important rassemblement de jeunes athlè tes autochtones de l'Amérique du Nord.
15 août 2001- RTPA se présente devant le Comité permanent du patrimoine canadien de la Chambre des communes pour lui soumettre un document intitulé Towards a Truer Mirror, lequel se veut une réponse à l'étude publiée en mai 2001 (l'état du systè me de radiodiffusion canadien).
Juin 2001- À Buffalo, New York, InVision News rafle quatre prix décernés aux médias autochtones par la Native American Journalists Association (NAJA).
5 janvier 2001- Le CRTC rend la Décision no2001-01 qui modifie la licence d'RTPA en vue de réduire de 90 % à 70 % le niveau exigé d'émissions canadiennes. C'est tout de même 10 % de plus que pour la CBC et, malgré tout, RTPA excè de le niveau établi en maintenant une moyenne supérieure à 80 %.
27 novembre 2000- Pendant les élections fédérales, le bulletin de nouvelles InVision présente des reportages réalisés en direct, selon une perspective autochtone, par les bureaux de nouvelles de Halifax, Ottawa, Vancouver, Toronto et Winnipeg.
2 octobre 2000- RTPA amorce sa deuxième saison de programmation. En tout, 20 nouvelles émissions réparties en 3 catégories, soit divertissement, perspectives et enfants, sont choisies parmi au-delà de 1 000 propositions provenant de producteurs autochtones indépendants.
12 juillet 2000- Le bulletin de nouvelles InVision d'RTPA couvre en direct les élections de l'Assemblée des Premiè res Nations, à Ottawa.
Mai 2000- RTPA ouvre un bureau de nouvelles dans l'édifice de la presse, rue Sparks, à Ottawa.
16 avril 2000- RTPA inaugure InVision News, son premier bulletin de nouvelles national diffusé deux fois par semaine.
30 mars 2000- RTPA lance l'émission Contact, la premiè re tribune téléphonique nationale diffusée en direct et consacrée à l'actualité autochtone au Canada.
1er septembre 2000- RTPA commence à diffuser ses émissions dans plus de 9 millions de foyers canadiens au moyen de la télévision par câble, de la diffusion directe et de la technologie sans fil.
22 février 2000- Le CRTC accorde une licence de radiodiffusion au Réseau de télévision des peuples autochtones.
Novembre 1998- TVNC se présente à une audience publique du CRTC pour soutenir sa demande et en discuter. De plus, 20 personnes font des interventions pour appuyer TVNC.
Octobre 1998- TVNC reçoit plus de 300 lettres d'appui provenant de toutes les régions du Canada.
Août 1998- La demande de TVNC est rendue publique et il est possible de la consulter. TVNC commence à recueillir des lettres d'appui pour la mise sur pied d'RTPA.
Juin 1998- TVNC soumet une demande au CRTC pour que celui-ci accorde une licence de radiodiffusion au Réseau de télévision des peuples autochtones (RTPA). Cette demande expose en détail la programmation, les projections financiè res, les spécifications techniques, les études de marché et la structure.
Février 1998- TVNC crée un groupe consultatif formé d'Autochtones du Sud issus du milieu des médias, afin d'aider le conseil d'administration de TVNC à répondre aux besoins et aux attentes des producteurs autochtones du Sud. Les membres du groupe sont Gary Farmer, Alanis Obomsawin, Roman Bittman, Jim Compton, Barb Cranmer, John Kim Bell, Ghislain Picard et Jean LaRose. En vertu de l'Avis public no1998-8, le CRTC reconnaît que TVNC est « une entreprise unique et importante » et qu'une chaîne nationale autochtone devrait être « offerte partout au Canada afin de répondre aux nombreux besoins des diverses collectivités autochtones ainsi qu'à ceux des autres Canadiens ». Le Conseil ajoute qu'il examinera toute demande formulée en ce sens par TVNC.
Janvier 1998- TVNC réalise un sondage Angus Reid qui révè le que deux Canadiens sur trois appuient l'idée d'un réseau national de télévision autochtone, même s'il faut pour cela déplacer un service existant.
Décembre 1997- Des représentants de TVNC participent à l'Assemblée générale annuelle de l'Assemblée des Premiè res Nations. Par voie de résolution, l'APN appuie à l'unanimité les efforts de TVNC pour mettre sur pied le Réseau de télévision des peuples autochtones.
Novembre 1997- TVNC se présente aux audiences du CRTC réservées aux autres réseaux nationaux, et soutient que la radiodiffusion autochtone, tout comme la radiodiffusion en français et en anglais, devrait Ãªtre considérée comme un service de base indispensable.
Juin 1997- Le conseil d'administration de TVNC décide d'amorcer la création d'un réseau national de télévision autochtone.
1992- Lancement officiel de TVNC.
1991- Le CRTC accorde une licence à TVNC. La nouvelle Loi sur la radiodiffusion reconnaît l'importance des Autochtones pour la société canadienne.
1988- Le ministre des Communications annonce son appui à un réseau autochtone dans le Nord qui sera connu sous le nom de Television Northern Canada (TVNC).
1987- Des sociétés de communication autochtones du Nord, Radio-Canada et le gouvernement des Territoires du Nord-Ouest se réunissent pour discuter de l'avenir de la télévision dans le Nord.
1986- Le Groupe de travail fédéral sur la politique de la radiodiffusion (rapport Caplan-Sauvageau) recommande qu'un répéteur de satellites soit exclusivement consacré aux collectivités du Nord.
1985- Le CRTC publie son énoncé de politique sur la radiodiffusion autochtone dans le Nord. Cette politique établit certaines mesures à court terme afin que les radiodiffuseurs autochtones aient accè s aux systè mes de distribution existants dans le Nord. Elle fait aussi ressortir la nécessité de doter la région d'un transpondeur exclusif qui gérera le volume de la programmation.
1983- Le gouvernement du Canada annonce la Politique sur la radiotélédiffusion dans le Nord et le Programme d'accè s des Autochtones du Nord à la radiodiffusion. Des fonds publics sont alloués à î13 sociétés de communication autochtones du Nord pour la production d'émissions de radio et de télévision.
1981- Le CRTC accorde une licence à CANCOM afin qu'elle diffuse une variété d'émissions produites dans le Sud aux collectivités nordiques et éloignées. En contrepartie, CANCOM est tenue d'aider les radiodiffuseurs autochtones du Nord.
1980- Le CRTC crée le Comité sur l'extension du service aux petites localités éloignées et à celles du Nord (le Comité Therrien). Dans son rapport, celui-ci insiste sur l'urgence d'adopter des mesures spéciales qui permettront aux Autochtones de préserver leurs langues et de soutenir leur culture à l'aide de divers projets de radiodiffusion.
De 1978 à 1982- Le satellite Anik B est utilisé pour mener des expériences. Des organisations inuites du Nunavut et du Nord du Québec participent à des projets pilotes dans le but de mettre à l'épreuve des satellites de communication, par exemple, pour la télédiffusion, les communications communautaires, la formation à distance et la télésanté.

## Programmation
- APTN National News, bulletin de nouvelles quotidien sur l'actualité des Premières nations du Canada.
- Chic Choc !, émission en français sur la jeunesse des communautés des Premières nations francophones du Québec.
- PachaMama, cuisine des Premières Nations, série documentaire en français sur la gastronomie des Premières Nations du Québec et de l'Ontario.
- Shaputuan, sitcom en français ayant pour cadre un foyer d'accueil urbain pour autochtones.
- Tansi! Nehiyawetan, émission éducative pour enfants diffusée depuis 2009.
- The Uluit: Champions of the North, série documentaire sur l'équipe de hockey sur glace féminin de l'Uluit d'Inukjuak et la communauté inuit du Nord-du-Québec